# 世界電気通信標準化協調会議
世界電気通信標準化協調会議（せかいでんきつうしんひょうじゅんかきょうちょうかいぎ、GSC : Global Standards Collaboration）は、世界の電気通信関連の標準化団体(SDO)が、同一の対象についての標準化の検討が重複して行われるのを避けるために、各団体の活動についての情報交換を行い、団体間の協調と連携について検討するための会合で、年1回開催される。
1990年に「地域間電気通信標準会議」(ITSC : Inter-regional Telecommunications Standards conference)として発足した。これは、アメリカ合衆国のT1委員会が主導し、他の創設パートナー組織である国際電信電話諮問委員会（CCITT、現 ITU-T）、ヨーロッパの欧州電気通信標準化機構(ETSI)、日本の情報通信技術委員会(TTC)を招待して、バージニア州フレデリックスバーグで最初の会議が開催されたものである。その目標は、CCITT総会に由来する「メルボルン精神」によって設定された。これは、ITU内での世界標準化を促進するために、世界の異なる地域からの参加標準化団体(PSO)間の協力の方法を見つけるという方針である。ITSCは、固定通信ネットワークに焦点を当てた。
数年後、会議としてのITSCは大きくなりすぎたため、組織を縮小してGSCに改称した。各組織の代表団は最大10名に制限された。最初のGSCは1994年にオーストラリアのメルボルンで開催された。同時期に、無線通信に関する分野をカバーするRAST(Global Radio Standardization)が追加され、最初の会合が1994年10月に、ETSIの主催でニースで開催された。
その間に、オーストラリア、カナダ、韓国、中国の国家標準化団体が参加し、参加標準化団体の数は10になった。他の規格関連団体のオブザーバーも参加を求められている。
2001年11月、GSCをGTSC（T=Telecoms、電気通信）、RASTをGRSC（R=radio、無線）に名前を変更し、GSCという用語を全体会議の総称として使用することとした。

## 参加している標準化団体
- ARIB – 電波産業会（日本）
- ATIS – Alliance for Telecommunications Industry Solutions（英語版）（アメリカ合衆国）
- CA – Communications Alliance Ltd（オーストラリア）（2010年に脱退）
- CCSA – 中国通信標準化協会（英語版）（中国）
- ETSI – 欧州電気通信標準化機構（ヨーロッパ）
- IEC – 国際電気標準会議（国際組織）
- IEEE – Institute of Electrical and Electronics Engineers（国際組織）
- ISO – 国際標準化機構（国際組織）
- ISACC – ICT Standards Advisory Council of Canada（カナダ）（脱退）
- ITU-R / ITU-T – 国際電気通信連合（国際組織）
- TIA – アメリカ電気通信工業会（アメリカ合衆国）
- TSDSI – インド通信標準化協会（インド）
- TTA – 韓国電気通信技術協会（朝鮮語版）（韓国）
- TTC – 情報通信技術委員会（日本）

## GSC10でのオープン標準の定義
参加標準化団体によると、オープン標準は以下の条件を満たす。
- 共同・合意に基づく開発・承認
- 透明化されたプロセス
- 包括的
- RAND/FRAND知的財産権(IPR)ポリシー
- 標準が公表され、合理的な条件の下で（合理的な料金または無料で）一般に公開されていること。